# Målaremästarna
Målaremästarna var en bransch- och arbetsgivarorganisation för måleriföretag. Föreningen grundades 1899 som Sveriges målaremästareförening och bytte 1933 namn till Målaremästarnas riksförening i Sverige. Organisationen uppgick 1 januari 2015 i Måleriföretagen i Sverige.
Måleribranschen omsatte 2014 cirka 12 miljarder kronor i Sverige och medlemsföretagen stod för cirka 80% av omsättningen. Organisationen var uppbyggd på sju distrikt och hade cirka 850 medlemsföretag. Målaremästarna hade sitt huvudkontor på Skeppsbron i Stockholm och hade distriktskontor i Umeå, Göteborg och Malmö. Målaremästarna var miljöcertifierade enligt ISO 14001 och kvalitetscertifierade enligt ISO 9001.
Föreningen gav ut tidningarna Tidning för Sveriges målaremästareförening (1911–1926), Målaren (1926–1975) och Aktuellt måleri – tidskrift för färg, yta, miljö (1975–2006).
Målaremästarnas motpart vid avtalsförhandlingar var fackförbundet Svenska målareförbundet.  